# Xylographaceae
Xylographaceae is een botanische naam voor een familie van korstmossen. Het typegeslacht is Xylographa.

## Geslachten
De familie bestaat uit de volgende geslachten:
- Lambiella Hertel (1984) – 12 soorten
- Lithographa Nyl. (1857) – 10 soorten
- Ptychographa Nyl. (1874) – 1 soort
- Xylographa (Fr.) Fr. (1836) – 2 soorten